# Laguna Conache
La Laguna de Conache es un depósito natural de agua ubicado en el pueblo de Conache, del distrito de Laredo, cerca de la ciudad de Trujillo en la Región La Libertad (Perú). 
Esta laguna tiene una extensión de nueve hectáreas aproximadamente, y está cerca de las Pampas de San Juan, jurisdicción del centro poblado Santo Domingo. 
La laguna está próxima a grandes dunas que son visitadas para practicar el sandboarding (deporte de tabla sobre arena). Asimismo, muy cerca de la laguna de Conache hay extensos bosques de algarrobos que presentan una variada fauna, y también son visitados por los turistas: son un atractivo turístico complementario de la laguna, en la que se puede disfrutar de un baño, un paseo en bote y la pesca con anzuelo de tilapias.  

## Origen de la laguna
Antaño, la laguna de Conache era estacional: se formaba periódicamente, durante la época de lluvias en la zona, y meses después se secaba; sin embargo, después de concluir la segunda etapa del proyecto especial de irrigación Chavimochic, con el continuo riego por inundación de los sembríos en las Pampas de San Juan, el nivel freático aumentó poco a poco por las filtraciones, y la laguna llegó a tener un agua permanentemente, y sigue creciendo su volumen.

## Componentes bióticos

### Flora
Se observa principalmente la presencia de totoras y juncos que crecen aceleradamente en la laguna. También se observan abundantes y robustos algarrobos que la circundan.

### Fauna
La laguna presenta una fauna variada: garzas blancas, chiscos, patos silvestres, tilapias, peces de agua dulce (guppys, xipho salvajes), lagartijas.